# Solardatenlogger
Solardatenlogger werden eingesetzt, um die Leistung von Photovoltaikanlagen zu überwachen und zu protokollieren.

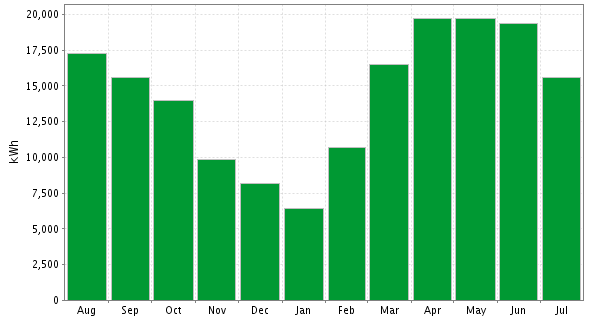
Diagramm der Energieerzeugung von Solarzellen im AT&T Park

Eine Photovoltaikanlage verfügt in der Regel über zahlreiche Wechselrichter, die den Gleichstrom der Solarmodule in Wechselstrom umwandeln. Abhängig von der Sonneneinstrahlung wird eine bestimmte Energiemenge in das Stromnetz eingespeist.
Ein Solardatenlogger überwacht die Leistung, die jeder einzelne Wechselrichter in das Stromnetz abgibt und protokolliert diese. Aus den Messwerten lässt sich ein Tagesbericht über den Ertrag der Solarstromanlage erstellen. Die Protokolldaten können zusätzlich für eine Monats- oder Jahresauswertung eingesetzt werden. Der Datenlogger wird via RS485-Schnittstelle oder Bluetooth mit dem oder den Wechselrichter(n) der Solarstromanlage verbunden. Die Kontrolle der Leistungsdaten der PV-Anlage, die Überwachung der Wechselrichter sowie die Ertragsprognose und Degradationsberechnung (altersbedingtes Nachlassen des Wirkungsgrades) erfolgen in der Regel online und sind so über das Internet via Personal Computer (PC) oder Mobiltelefon abrufbar. Durch Vergleich mit Referenzdaten kann der Datenlogger so schnell auf Störungen des Wechselrichters aufmerksam machen.
Heute ist ein interner Datenlogger Standard, wie ihn viele Wechselrichterhersteller schon anbieten. Diese haben den Vorteil, dass keine zusätzlichen Kosten für die Speicherung der Anlagendaten entstehen. Meistens bieten interne Datenlogger verschiedene Schnittstellen, die es dem Nutzer ermöglichen, die Daten per DSL-Verbindung oder mit GSM-/Analogmodem an ein Solarportal oder den heimischen PC zu senden.
Neuerdings kann zur Visualisierung der Ertragsdaten auch ein LC-Display-System eingesetzt werden. Hierzu werden die Daten durch einen Datenlogger erfasst und an einen LC-Display übertragen oder direkt auf dem Display des Datenloggers angezeigt. Der Betrachter kann auf diese Weise die Werte in Form von Leistungsdiagrammen bzw. Balkendiagrammen ablesen.